# Formato anamorfico

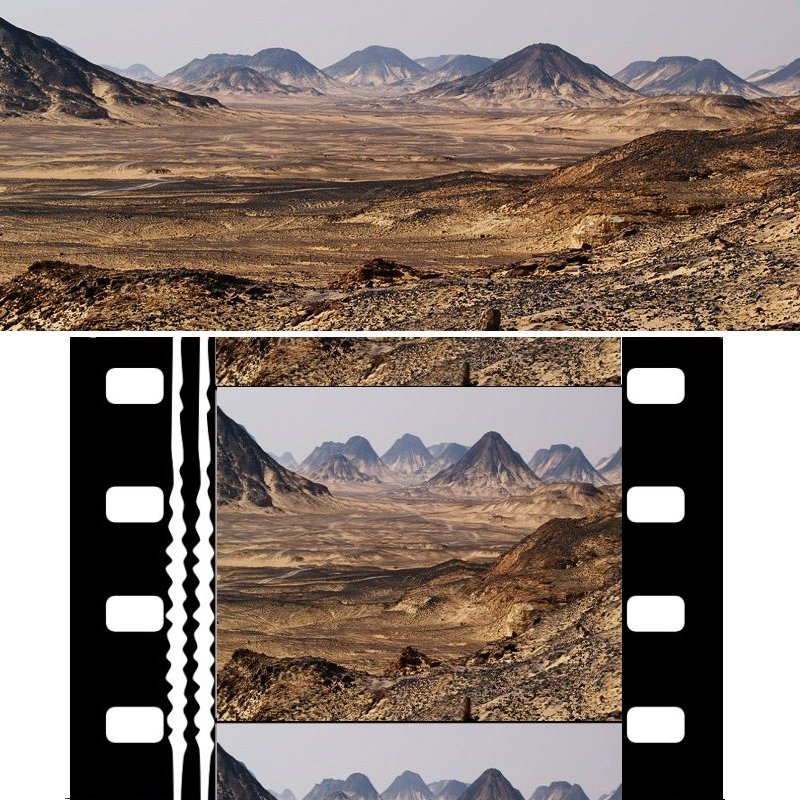
Visione (in alto) e ripresa anamorfica (sotto)

Il formato anamorfico (da anamorfòṡi [dal gr. ἀναμόρϕωσις «riformazione», der. di ἀναμορϕόω «formare di nuovo»]) è una tecnica di ripresa e di proiezione cinematografica complementare, usata dagli anni 1950; lo scopo è quello di sfruttare l'intero fotogramma disponibile sulla pellicola, occupando le eventuali bande nere superiori e inferiori, con una immagine panoramica volutamente distorta da un obiettivo anamorfico, che riprende le immagini con un ingrandimento maggiore in senso verticale (in genere, 2:1 rispetto al senso orizzontale), così da ottenere in proiezione una immagine molto più ampia del normale (max, 2,66:1), partendo dal tipico fotogramma cinematografico con rapporto d'aspetto 1,33:1.

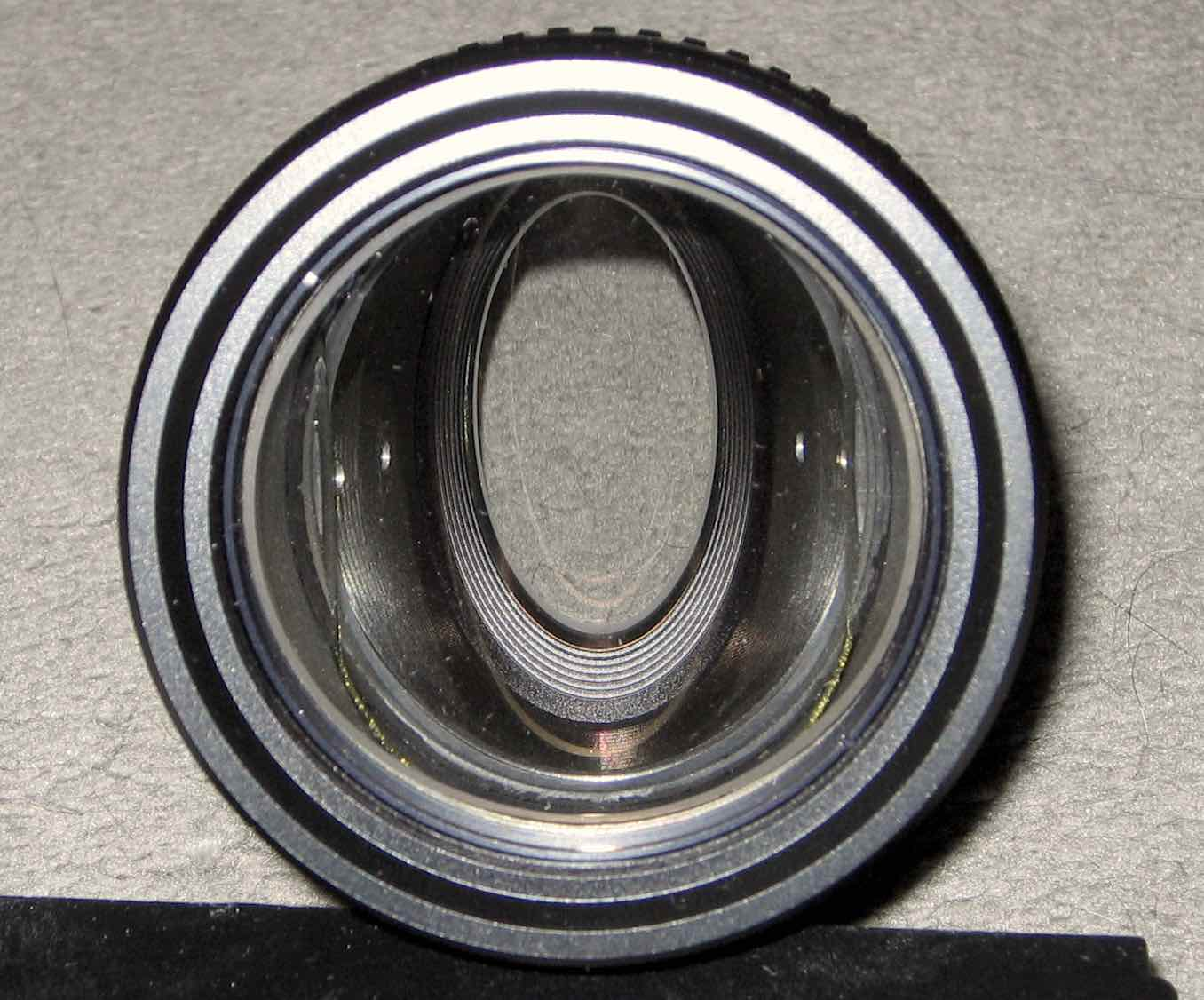
Ottica anamorfica

I primi utilizzi di questa tecnica furono col CinemaScope, un formato diffuso dalla 20th Century Fox inaugurato nel 1953. Accanto sono nati il Techniscope, il Technirama, il Super Panavision 70, il Super Technirama, ecc.
Il formato anamorfico, non deve essere confuso con il widescreen anamorfico, che è un sistema elettronico di codifica video con differenti metodi, seppur simili al formato anamorfico. 

## Storia

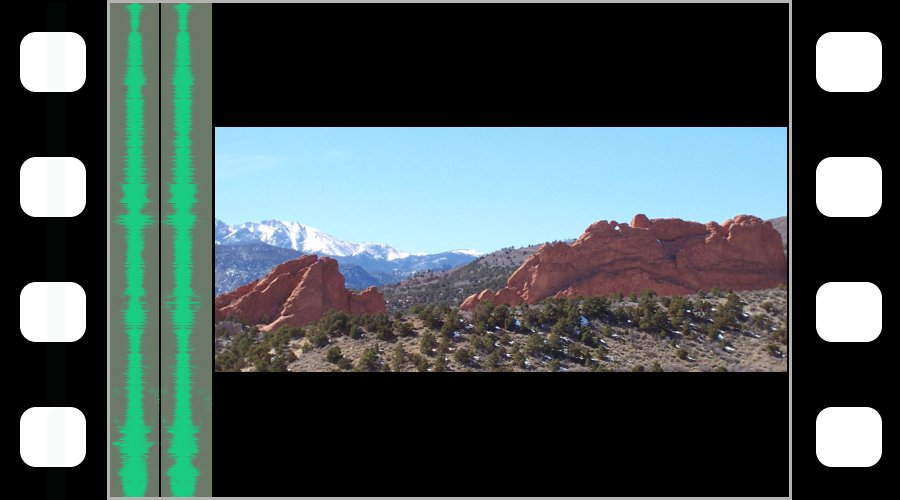
Figura 1. In ripresa wide, senza obiettivo anamorfico, parti della pellicola saranno sprecate dalle bande nere

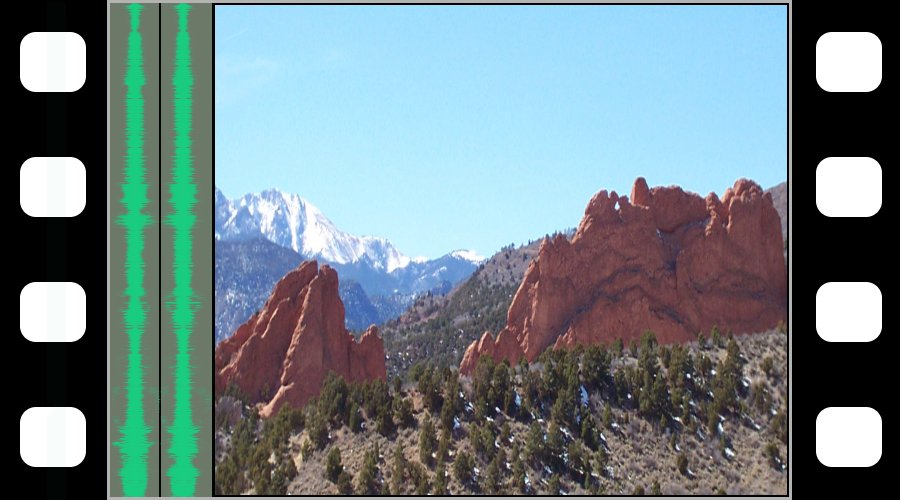
Figura 2. La ripresa con lente anamorfica estende l'immagine verticalmente, per coprire l'intero fotogramma; ciò alza la qualità, e durante la proiezione l'immagine sarà più riformata più ampia

L'ottica anamorfica è stata sviluppata da Henri Chrétien durante la prima guerra mondiale per aumentare il campo visivo dei periscopi sui carri armati. Questa ottica, che fu chiamata Hypergonar da Chrétien, era capace di mostrare un campo visivo di 180 gradi. Dopo la guerra, questa tecnologia fu usata per la prima volta in un contesto cinematografico nel cortometraggio Pour Construire un Feu nel 1927 dal regista Claude Autant-Lara.
Nel 1920 Leon Forrest Douglass creò gli effetti speciali e la cinepresa widescreen anamorfica. Tuttavia, come ciò si colleghi alla precedente invenzione francese, e al suo sviluppo successivo, non è chiaro.
Il widescreen anamorfico non è più stato utilizzato nel cinema fino al 1952 quando la 20th Century Fox acquistò i diritti per questa tecnica per creare il widescreen CinemaScope. Il CinemaScope era uno dei tanti formati widescreen sviluppati nel 1950 per competere con la popolarità della televisione e portare il pubblico a tornare nelle sale cinematografiche. La tunica, che ha debuttato nel 1953, è stato il primo lungometraggio uscito, ad essere girato con una lente anamorfica.

## Sviluppo
Lo sviluppo del widescreen anamorfico è stato spinto dal desiderio di avere un più ampio aspect ratio. Il moderno formato widescreen anamorfico ha un aspect ratio di 2.40:1, ovvero la larghezza dell'immagine è 2,40 volte la sua altezza, (tecnicamente il rapporto è di 2.39:1, ma è conosciuto professionalmente come 2.40:1 o "two-four-oh" - "due-quattro-zero"). La pellicola 35 mm di formato Academy (standard non anamorfico a fotogramma pieno, con colonne sonore nell'area dell'immagine) ha un aspect ratio di 1.37:1, che non è così ampio. In un'immagine widescreen non-anamorfica sferica (piatta), l'immagine viene registrata sulla pellicola in modo che la sua intera larghezza venga inserita all'interno del fotogramma, e quindi una gran parte del fotogramma viene sprecato su porzioni che saranno nere al momento della proiezione (Figura 1).
Per sfruttare appieno la pellicola a disposizione, deve essere utilizzato un obiettivo anamorfico durante la riprese. Fino ai primi anni sessanta, i tre principali metodi per utilizzare l'anamorfismo erano:
- prismi contro-rotanti, utilizzati per esempio nel formato Ultra Panavision
- specchi curvi in combinazione con il principio di riflessione interna totale, utilizzati per esempio nel Technirama
- lenti cilindriche (lenti curve che quindi comprimono l'immagine in una sola direzione, come un cilindro) utilizzate per esempio nel formato CinemaScope originale basato sul progetto di Henri Chrétien.

Qualunque sia il metodo usato, la lente anamorfica fa sì che l'immagine venga registrata sulla pellicola come se fosse stata allungata verticalmente. Questa distorsione geometrica intenzionale viene quindi invertita durante la proiezione, con il risultato di avere un aspect ratio più grande di quello impresso sulla pellicola.
Un obiettivo anamorfico è costituito da una lente sferica regolare, più una lente anamorfica aggiuntiva (o integrata) che crea l'anamorfismo. L'elemento anamorfico opera a lunghezza focale infinita (in modo che abbia poco o nessun effetto sul fuoco della lente della camera principale su cui è montata). Quando si utilizza un lente anamorfica aggiuntiva, si utilizza una lente sferica di una diversa lunghezza focale di quanto si farebbe per ottenere un rapporto di 1.85:1 (sufficiente per produrre una immagine per tutta l'altezza del fotogramma con il doppio della larghezza), l'attacco anamorfico poi dimezza orizzontalmente l'immagine. Esistevano anche lenti anamorfiche aggiuntive inverse ma sono state utilizzate abbastanza raramente su lenti di proiezione e cineprerse per espandere l'immagine in senso verticale (ad esempio, nel sistema Technirama di cui sopra), in modo che un fotogramma di altezza doppia poteva essere riempito completamente. Poiché una area più grande della pellicola era usata per registrare la stessa immagine, la qualità era migliore.
La distorsione introdotta nell'immagine durante la registrazione doveva essere corretta durante la riproduzione del film, a tal fine veniva usata un'altra lente durante la proiezione, per espandere l'immagine e riportarla alle giuste proporzioni o (come nel caso della ormai defunto sistema Technirama) per comprimere l'immagine verticalmente in modo tale da ripristinare la geometria originale. Va notato che l'immagine non è manipolata in alcun modo nella dimensione complementare a quella anamorfizzata (orizzontale o verticale).
Può sembrare che sarebbe stato più facile usare semplicemente una pellicola più ampia per la registrazione dei film, tuttavia, la pellicola da 35 mm era già largamente diffuse, ed era più economico per i produttori cinematografici e le sale cinematografiche, collegare semplicemente una lente aggiuntiva alla cinepresa o al proiettore, piuttosto che investire in un nuovo formato di pellicola, con le relative cineprese, proiettori, attrezzature per il montaggio e così via.
Il Cinerama fu un primo tentativo di risolvere il problema di immagini di alta qualità in formato widescreen, ma il widescreen anamorfico alla fine si è dimostrato essere più praticabile. Il Cinerama precedette i film anamorfici, ma consistendo di tre immagini proiettate una di fianco all'altra sullo stesso schermo le immagini non erano mai unite perfettamente ai bordi, inoltre necessitava di tre proiettori e una frequenza dei fotogrammi più alta, il che richiedeva una quantità di pellicola quattro volte superiore, e tre cineprese (o in alternativa una sola cinepresa con tre lenti e tre caricatori di film in streaming con i relativi problemi di sincronizzazione). Tuttavia, il formato era abbastanza popolare tra il pubblico per stimolare gli studi cinematografici a sviluppare il widescreen nei primi anni cinquanta. Alcuni film sono stati distribuiti in formato Cinerama e proiettati in sale speciali. Il widescreen anamorfico era molto attraente per gli studi cinematografici, in quanto aveva lo stesso elevato aspect ratio (il Cinerama era 2,59), senza gli svantaggi della complessità e dei costi aggiuntivi del Cinerama.
Il comune formato widescreen anamorfico usato attualmente è comunemente chiamato Scope o 2.35:1 (quest'ultimo è un termine improprio nato da vecchie abitudini, vedi la sezione sul rapporto d'aspetto). Girato in Panavision è una frase contrattualmente obbligatoria per i film girati utilizzando le lenti anamorfiche Panavision. Tutte queste frasi significano la stessa cosa: la stampa o la proiezione finale utilizza un obiettivo anamorfico 02:01 che espande orizzontalmente l'immagine esattamente del doppio rispetto alla verticale. Questo formato è essenzialmente lo stesso del formato usato al tempo del CinemaScope, tranne che per minori sviluppi tecnici.

## Aspetti tecnici
L'utilizzo di lenti anamorfiche può provocare degli artefatti che non si verificano quando si utilizza una lente sferica normale. Uno è una sorta di lens flare che ha una lunga linea orizzontale, di solito di colore blu, ed è più spesso visibile quando c'è una luce intensa, in una scena scura. Questo artefatto non è sempre considerato un problema, e ha finito per essere associato ad un certo modo di fare cinema ed in effetti è a volte emulato con uno speciale filtro in scene che non sono state riprese con una lente anamorfica. Un altro aspetto comune delle lenti anamorfiche è che i riflessi di luce nella lente saranno ellittici anziché rotondi come nella cinematografia sferica (non anamorfica). Inoltre, lenti anamorfiche ad ampio angolo di meno di 40 mm di lunghezza focale producono una prospettiva cilindrica, che alcuni registi e cineasti, in particolare Wes Anderson, utilizzano come marchio stilistico.
Un altro artefatto tipico delle lenti anamorfiche è che gli elementi fuori fuoco tendono ad essere più sfocati verticalmente. Un punto di luce fuori fuoco sullo sfondo, apparirà come un ovale verticale, piuttosto che un cerchio. Quando si sposta la messa a fuoco, vi è spesso un notevole effetto in cui gli elementi sembrano allungarsi verticalmente man mano che vanno fuori fuoco. Tuttavia, l'affermazione comunemente citata che le lenti anamorfiche hanno una profondità di campo inferiore, non è del tutto vera. A causa dell'elemento cilindrico nella lente, le lenti anamorfiche hanno un angolo di campo orizzontale che è il doppio di una lente sferica della stessa lunghezza focale. A causa di questo, i cineasti spesso utilizzano un obiettivo 50 mm anamorfico quando basterebbe utilizzare una lente sferica da 25 millimetri, una da 70 mm anziché una da 35 mm, e così via.
Una terza caratteristica, in particolare per semplici lenti anamorfiche aggiunte alla lente principale, è il cosiddetto "anamorphic mumps". Per ragioni ottiche, la compressione anamorfica non è uniforme in tutto il campo visivo con qualsiasi sistema, cilindrico, prismatico o basato su specchi. Questa variazione si traduce in alcune aree dell'immagine del film che appaiono più deformate rispetto ad altri. Nel caso del viso di un attore al centro dello schermo il suo volto apparirebbe un po' come se avesse gli orecchioni, da qui il nome del fenomeno. Al contrario, ai bordi dello schermo degli attori ripresi a figura intera possono sembrare più magri del reale. Le prime produzioni in formato Cinemascope in particolare (con lenti Chrétien commerciali) soffrivano di questo problema. La soluzione fu quella di collegare la compressione anamorfico della lente aggiuntiva all'adattatore per la messa a fuoco della lente, cosicché ad ogni cambiamento della messa a fuoco, veniva cambiato il rapporto anamorfico, risultando in un aspetto normale nell'area di interesse sullo schermo. Nei primi sistemi prismatici come il sistema della Panavision Ultra-Panavision, l'angolo di contro-rotazione tra i prismi era legato all'anello di messa a fuoco dell'obiettivo principale da un sistema meccanico. Nei sistemi a lenti cilindriche successivi, la variazione proporzionale alla messa a fuoco era ottenuta combinando due set di ottiche anamorfiche in uno: un robusto sistema di "compressione" accoppiato con un sottosistema di "espansione" leggera. Il sottosistema di espansione era contro-ruotato in relazione al sistema di compressione principale, il tutto interconnesso meccanicamente con il meccanismo di messa a fuoco della lente principale. La combinazione di compressione ed espansione cambiava il rapporto anamorfico della misura necessaria per minimizzare l'effetto "anamorphic mumps" (letteralmente parotite-orecchioni anamorfici, riferimento al fatto che i visi e soprattutto le orecchie venivano deformate durante l'allargamento dell'immagine nell'area di interesse del fotogramma). Sebbene queste tecniche siano state considerate come una correzione per gli "anamorphic mumps", erano in realtà un compromesso. I cineasti avevano ancora bisogno di stare attenti durante le riprese in modo tale da ridurre gli effetti del cambiamento nelle proporzioni. La prima azienda a produrre un sistema anti "anamorphic mumps" fu la Panavision alla fine degli anni 50.
Mentre il formato widescreen anamorfico scope era ancora in uso come formato cinematografico, iniziava a perdere popolarità a favore di formati piani, principalmente verso la pellicola Super 35 millimetri. Ci sono diverse ragioni per questo: 
- L'obiettivo anamorfico può creare artefatti o distorsioni come descritto sopra.
- L'obiettivo anamorfico è più costoso di una lente sferica.
- L'obiettivo anamorfico è più lento di una lente sferica, richiedendo così più luce e rendendo le riprese di scene con poca luce più difficili.
- Poiché il formato anamorfico non preserva nessuna parte dell'immagine sopra e sotto, non si può trasferire correttamente a formati con aspect ratio più stretti come ad esempio il 4:3 o il 16:9 a schermo intero per la televisione.
- La grana della pellicola è una preoccupazione minore a causa della disponibilità di pellicole di maggiore qualità, anche se il formato anamorfico garantisce (artefatti a parte) una maggiore definizione rispetto al formato non anamorfico.

L'anamorfico come formato di stampa della pellicola, tuttavia, è ben affermato come standard per la proiezione widescreen. A prescindere dai formati utilizzati nelle riprese, le stampe distribuite di un film con un aspect ratio di 2.39:1 saranno sempre in formato widescreen anamorfico. Questo non è destinato a cambiare presto perché le sale cinematografiche di tutto il mondo non hanno bisogno di investire in attrezzature speciali per proiettare questo formato, tutto ciò che è richiesto è una lente di proiezione anamorfica, che è stata considerata a lungo un equipaggiamento di serie.
Altri formati di pellicola widescreen (comunemente 1.85:1 e 1.66:1) sono semplicemente ritagliati lungo la dimensione verticale per produrre l'effetto widescreen, una tecnica nota come mascheratura o "matting". Questo può avvenire sia durante le riprese, dove viene mascherata l'inquadratura nella finestrella, o in laboratorio, dove si può creare otticamente una mascheratura sulla stampa. Entrambi i metodi producono una cornice simile a quella di figura 1, ed è noto come "hard matte".

## Il rapporto d'aspetto
Un errore comune sul formato anamorfico riguarda il numero effettivo della larghezza dell'aspect ratio: 2,35, 2,39 o 2,4. Dal momento che le lenti anamorfiche in quasi tutti i sistemi anamorfici 35 mm forniscono una compressione 2:1, si potrebbe logicamente concludere che un rapporto 1.375:1 porterebbe ad un aspect ratio di 2.75:1 quando viene utilizzato con lenti anamorfiche. Tuttavia, a causa delle differenze dell'apertura della finestrella delle macchine di ripresa e delle dimensioni dell'apertura della maschera di proiezione per i film anamorfici, le dimensioni delle immagini utilizzate per il film anamorfico variano rispetto alla loro controparte piatta (sferica). A complicare le cose, gli standard della SMPTE per questo formato sono variati nel corso del tempo e, a complicare ulteriormente le cose, nelle stampe antecedenti al 1957 si utilizzava parte della superficie per la colonna sonora ottica (invece di avere il suono magnetico sui lati), il che portava il rapporto a 2.55:1.
La definizione iniziale della SMPTE per la proiezione anamorfica con una colonna sonora ottica lungo il lato (PH22.106-1957), emessa nel dicembre del 1957, standardizzava l'apertura del proiettore a 0,839 × 0,715 pollici (21,3 × 18,2 millimetri) con un aspect ratio di 1.17:1. L'aspect ratio per questa apertura, dopo un decompressione 2x, era di 2,3468...:1 che arrotondati portavano al valore comunemente utilizzato di 2.35:1. Una nuova definizione è stata rilasciata nel mese di ottobre 1970 (PH22.106-1971) che prevedeva una dimensione verticale di 0,700 pollici per l'apertura del proiettore, leggermente più piccola della precedente, per contribuire a rendere meno evidente le giunte agli spettatori. Le stampe anamorfiche utilizzano un'area maggiore del negativo rispetto agli altri formati lasciando poco spazio per le giunzioni, di conseguenza, una linea luminosa orizzontale lampeggiava sullo schermo ogni volta che la giunzione era proiettata, quindi era necessario restringere l'apertura verticale per ridurre questo fenomeno, anche prima dell'emissione della PH22.106 -1971. Questa nuova dimensione dell'apertura per la proiezione di 0,838 × 0,700 pollici (21,3 × 17,8 mm), aveva un aspect ratio di 1,1971...: 1, che dopo la lente anamorfica diventava di 2.39:1 (comunemente indicato con il valore arrotondato di 2.40:1 o 2.4:1). La revisione più recente, dell'agosto 1993 (SMPTE 195-1993), altera leggermente le dimensioni in modo da standardizzare la larghezza dell'apertura di proiezione portandola a 0,825 pollici (21,0 millimetri) per tutti i formati, anamorfico (2.39:1) e flat (1.85:1). L'altezza dell'apertura di proiezione è stata ridotta di 0,01 pollici in questa specifica portandola a 0,825×0,690 pollici (21,0 × 17,5 mm), con un aspect ratio di 1,1956...: 1 (comunemente arrotondato a 1.20:1), per mantenere un rapporto non compresso di 2.39:1. L'apertura della camera è rimasta la stessa: 2.35:1 o 2.55:1 se prima del 1958.
Le stampe anamorfiche sono ancora spesso chiamate "Scope" o 2,35 dai proiezionisti, direttori della fotografia, e altri che lavorano nel campo, solo per la forza dell'abitudine. 2,39 è in realtà quello a cui generalmente ci si riferisce (a meno che non si stia discutendo di film in formato anamorfico prodotti fra il 1958 e il 1970), che di solito viene arrotondato in maniera non corretta a 2,40 (invece del corretto 2.4). Con l'eccezione di alcuni esperti, generalmente 2,35, 2,39, 2,40 hanno lo stesso significato per i professionisti, sia che siano consapevoli dei cambiamenti oppure no.